# ザ・ラグビーチャンピオンシップ2013
ザ・ラグビーチャンピオンシップ2013（2013 Rugby Championship、2013 TRC）は、2013年8月から10月にかけて開催された 南半球4か国のナショナルチームによる「ザ・ラグビーチャンピオンシップ」の第2回大会。
主催はSANZAAR。北半球6か国代表によるシックス・ネイションズと並ぶ、強豪国リーグである。前身大会のトライネーションズ（Tri Nations）からは、通算18回目となる。

## 概要
出典
相手国3チームと、ホームとアウェーを変えて2試合ずつ、計6試合を行い、ボーナスポイントを含む勝ち点で順位を決める。
第1ラウンド・第2ラウンドを1週あけて実施し、2週間あけ、第3・第4ラウンドを1週間あけて実施する。また2週間あけて、第5・第6ラウンドを1週間あけて行った。
第1ラウンドの南アフリカ共和国ホームゲームは、「第1回ネルソン・マンデラ・スポーツ&文化デー（Nelson Mandela Sport & Culture Day）」として、2013年8月17日にヨハネスブルグのFNBスタジアムで行われた。同日、同じスタジアムで、サッカーの国際親善試合と音楽コンサートも実施された。当時、ネルソン・マンデラ 元大統領は病気による危篤状態のため、このイベントは彼の功労を称え、健康回復を願うものだった。マンデラは同年12月5日に死去し、12月10日にもFNBスタジアムで公式追悼式が開催された。

## 冠スポンサー
各国で冠スポンサーを設けており、今大会では以下のような大会名でも呼ぶ。
- 南アフリカ共和国：「キャッスルラガー・ラグビーチャンピオンシップ（The Castle Lager Rugby Championship）」[5] - キャッスルラガーは南アフリカのビール会社およびブランド。
- ニュージーランド：「インベステック・ラグビーチャンピオンシップ（The Investec Rugby Championship）」[6] - インベステックはイギリスと南アフリカを主な拠点とした金融会社。
- オーストラリア：「カストロールエッジ・ラグビーチャンピオンシップ（The Castrol Edge Rugby Championship）」[7] - カストロールエッジは自動車用オイルなどのブランド。
- アルゼンチン：「パーソナル・ラグビーチャンピオンシップ（The Personal Rugby Championship）」[8] - パーソナルはアルゼンチンの携帯電話キャリアおよび通信会社。

## 戦績
出典
| 順位 | 国               | 勝敗   | 勝敗 | 勝敗     | 勝敗 | 得点 | 得点 | 得点     | 4トライ以上獲得のボーナスポイント | 7点差以内の敗戦ボーナスポイント | 勝ち点合計 |
| 順位 | 国               | 試合数 | 勝ち | 引き分け | 負け | 得点 | 失点 | 得失点差 | 4トライ以上獲得のボーナスポイント | 7点差以内の敗戦ボーナスポイント | 勝ち点合計 |
| ---- | ---------------- | ------ | ---- | -------- | ---- | ---- | ---- | -------- | --------------------------------- | ------------------------------- | ---------- |
| 1    | ニュージーランド | 6      | 6    | 0        | 0    | 202  | 115  | +87      | 4                                 | 0                               | 28         |
| 2    | 南アフリカ共和国 | 6      | 4    | 0        | 2    | 203  | 117  | +86      | 3                                 | 0                               | 19         |
| 3    | オーストラリア   | 6      | 2    | 0        | 4    | 133  | 170  | –37      | 1                                 | 0                               | 9          |
| 4    | アルゼンチン     | 6      | 0    | 0        | 6    | 88   | 224  | –136     | 0                                 | 2                               | 2          |

勝ち点の合計で優勝を競う。勝ち4点、引き分け2点、負け0点。4トライ以上獲得で1点、7点差以内の負けで1点。

### 優勝・2国間トロフィー
| 優勝                       | ニュージーランド | 12回目 | 1996年トライネーションズからの通算             | 2012年からでは2回目。                     |
| ブレディスローカップ       | ニュージーランド |        | オーストラリアとニュージーランドとの対戦の勝者 | 3試合で競う。2戦目（2013年8月24日）で決定 |
| マンデラチャレンジプレート | 南アフリカ共和国 |        | 南アフリカとオーストラリアとの対戦の勝者       | 2試合で競う。2戦目（2013年9月28日）で決定 |
| フリーダムカップ           | ニュージーランド |        | 南アフリカとニュージーランドとの対戦の勝者     | 2試合で競う。1戦目（2013年9月14日）で決定 |
| ピューマトロフィー         | オーストラリア   |        | アルゼンチンとオーストラリアとの対戦の勝者     | 2試合で競う。1戦目（2013年9月14日）で決定 |
| ウドゥン・スプーン         | アルゼンチン     | 2回目  | 最下位に与えられる不名誉な称号                 |                                           |

## 対戦詳細

### Round 1
| 2013年8月17日 20:05 AEST (UTC+10) | オーストラリア | 29–47    | ニュージーランド (1 BP) | スタジアム・オーストラリア, シドニー 観客数: 68,765人 レフリー: Craig Joubert (南アフリカ共和国) |
| 2013年8月17日 20:05 AEST (UTC+10) | トライ: ゲニア 37' c オコーナー 79' c コンバート: リアリーファノ (2/2) 33', 81' PK: リアリーファノ (5/5) 7', 12', 22', 27', 46' | レポート | トライ: Bスミス (3) 2' c, 56' m, 71' c クルーデン 28' c マコウ 31' m Cスミス 51' c コンバート: クルーデン (3/5) 4', 29', 52' バレット (1/1) 72' PK: クルーデン (3/3) 19', 40', 65' | スタジアム・オーストラリア, シドニー 観客数: 68,765人 レフリー: Craig Joubert (南アフリカ共和国) |

特記事項:
- ニュージーランドはオーストラリアに対してテストマッチ100勝を記録し、単一国に対して100勝を記録した初のチームとなった。

| 2013年8月17日 17:00 SAST (UTC+02) | (1 BP) 南アフリカ共和国 | 73–13    | アルゼンチン                                                                                  | FNBスタジアム, ヨハネスブルグ 観客数: 52,867人 レフリー: Chris Pollock (ニュージーランド) |
| 2013年8月17日 17:00 SAST (UTC+02) | トライ: PT 29' c エンゲルブレヒト 32' c ストラウス 45' c アルバーツ 52' m デヴィリアス 55' c デュプレア 62' c ハバナ 65' c フェルミューレン 69' c Bデュプレッシー 75' c コンバート: ステイン (8/9) 30', 33', 47', 55', 63', 67', 70', 76' PK: ステイン (4/4) 5', 9', 18', 37' | レポート | トライ: コンテポーミ 79' c コンバート: コンテポーミ (1/1) 80' PK: コンテポーミ (2/2) 16', 22' | FNBスタジアム, ヨハネスブルグ 観客数: 52,867人 レフリー: Chris Pollock (ニュージーランド) |

特記事項:
- 南アフリカ共和国は、アルゼンチンに対して60点差という最多勝利点差を更新した。これまでの記録は2008年の54点差。。
- 南アフリカ共和国の73得点は、ザ・ラグビーチャンピオンシップおよびその前身トライネーションズにおいて、1チーム最多記録を更新。これまでの記録は、1997年に南アフリカ共和国がオーストラリアから奪った61得点。

### Round 2
| 2013年8月24日 19:35 NZST (UTC+12) | ニュージーランド                                                                                                 | 27–16    | オーストラリア                                                                                    | ウェリントン・リージョナル・スタジアム, ウェリントン 観客数: 35,583人 レフリー: ヤコ・ペイパー (南アフリカ共和国) |
| 2013年8月24日 19:35 NZST (UTC+12) | トライ: Bスミス (2) 26' c, 39' m コンバート: Taylor (1/2) 27' PK: Taylor (4/6) 36', 53', 60', 69' ダグ (1/1) 75' | レポート | トライ: フォラウ 71' c コンバート: リアリーファノ (1/1) 72' PK: リアリーファノ (3/4) 7', 25', 57' | ウェリントン・リージョナル・スタジアム, ウェリントン 観客数: 35,583人 レフリー: ヤコ・ペイパー (南アフリカ共和国) |

特記事項:
- ニュージーランドはブレディスローカップを防衛した。

| 2013年8月24日 16:10 AST (UTC-3) | (1 BP) アルゼンチン                                                                                    | 17–22    | 南アフリカ共和国                                                                              | エスタディオ・マルビナス・アルヘンティナス, メンドーサ 観客数: 23,944人 レフリー: Steve Walsh (オーストラリア) |
| 2013年8月24日 16:10 AST (UTC-3) | トライ: レギサモン 1' c ボシュ 36' c コンバート: コンテポーミ (2/2) 2', 37' PK: コンテポーミ (1/2) 10' | レポート | トライ: Basson 13' c コンバート: ステイン (1/1) 14' PK: ステイン (5/5) 8', 40', 45', 71', 80' | エスタディオ・マルビナス・アルヘンティナス, メンドーサ 観客数: 23,944人 レフリー: Steve Walsh (オーストラリア) |

特記事項:
- 南アフリカ共和国は、ザ・ラグビーチャンピオンシップで初のアウェー勝利となった。。

### Round 3
| 2013年9月7日 19:35 NZST (UTC+12) | ニュージーランド | 28–13    | アルゼンチン                                                                          | ワイカト・スタジアム, ハミルトン 観客数: 25,417人 レフリー: ジェローム・ガルセス (フランス) |
| 2013年9月7日 19:35 NZST (UTC+12) | トライ: Aスミス (2) 23' c, 26' m サヴェア 53' c コンバート: カーター (2/3) 25', 54' PK: カーター (2/4) 10', 49' バレット (1/1) 74' | レポート | トライ: レギサモン 4' c コンバート: サンチェス (1/1) 5' PK: サンチェス (2/3) 30', 52' | ワイカト・スタジアム, ハミルトン 観客数: 25,417人 レフリー: ジェローム・ガルセス (フランス) |

特記事項:
- 試合中、ダン・カーターはテストマッチで1400得点に達した初の選手となった。

| 2013年9月7日 20:05 AEST (UTC+10) | オーストラリア                             | 12–38    | 南アフリカ共和国 (1 BP) | ラング・パーク, ブリスベン 観客数: 43,715人 レフリー: George Clancy (アイルランド) |
| 2013年9月7日 20:05 AEST (UTC+10) | PK: リアリーファノ (4/4) 8', 22', 43', 52' | レポート | トライ: ウーストハイゼン 5' c デヴィリアス 59' m カーシュナー 65' c ルルー 68' c コンバート: ステイン (3/4) 5', 67', 69' PK: ステイン (4/5) 13', 28', 34', 49' | ラング・パーク, ブリスベン 観客数: 43,715人 レフリー: George Clancy (アイルランド) |

特記事項:
- 南アフリカ共和国は、オーストラリア国内で、オーストラリアに対し最大の差での勝利となった。

### Round 4
| 2013年9月14日 19:35 NZST (UTC+12) | (1 BP) ニュージーランド | 29–15    | 南アフリカ共和国                                                                                  | イーデン・パーク, オークランド 観客数: 47,362人 レフリー: ロマン・ポワト (フランス) |
| 2013年9月14日 19:35 NZST (UTC+12) | トライ: リード (2) 3' c, 45' c レタリック 21' c ケイン 67' m コンバート: カーター (1/1) 4' バレット (2/3) 22', 46' PK: バレット (1/2) 34' | レポート | トライ: Bデュプレッシー 31' c ランビー 75' m コンバート: ステイン (1/2) 32' PK: ステイン (1/2) 9' | イーデン・パーク, オークランド 観客数: 47,362人 レフリー: ロマン・ポワト (フランス) |

特記事項:
- ニュージーランドがフリーダムカップを防衛。

| 2013年9月14日 18:05 AWST (UTC+08) | オーストラリア                                                | 14–13    | アルゼンチン (1 BP)                                                                      | スビアコ・オーバル, パース 観客数: 18,214人 レフリー: ナイジェル・オーウェンズ (ウェールズ) |
| 2013年9月14日 18:05 AWST (UTC+08) | トライ: フォラウ 27' m PK: リアリーファノ (3/5) 11', 16', 40' | レポート | トライ: レギサモン 64' c コンバート: エルナンデス (1/1) 65' PK: サンチェス (2/3) 7', 60' | スビアコ・オーバル, パース 観客数: 18,214人 レフリー: ナイジェル・オーウェンズ (ウェールズ) |

特記事項:
- オーストラリアがピューマトロフィーを保持。

### Round 5
| 2013年9月28日 17:00 SAST (UTC+02) | 南アフリカ共和国 | 28–8     | オーストラリア                                          | ニューランズ・スタジアム, ケープタウン 観客数: 46,052人 レフリー: ジェローム・ガルセス (フランス) |
| 2013年9月28日 17:00 SAST (UTC+02) | トライ: ストラウス 12' c カーシュナー 14' c ルルー 71' m コンバート: ステイン (2/3) 13', 15' PK: ステイン (3/3) 8', 18', 31' | レポート | トライ: Feauai-Sautia 77' m PK: リアリーファノ (1/1) 6' | ニューランズ・スタジアム, ケープタウン 観客数: 46,052人 レフリー: ジェローム・ガルセス (フランス) |

特記事項:
- 南アフリカ共和国がマンデラチャレンジプレートを獲得した。2009年以来。

| 2013年9月28日 19:40 AST (UTC-3) | アルゼンチン                                            | 15–33    | ニュージーランド (1 BP) | エスタディオ・シウダ・デ・ラ・プラタ, ラプラタ 観客数: 40,207人 レフリー: ヤコ・ペイパー (南アフリカ共和国) |
| 2013年9月28日 19:40 AST (UTC-3) | PK: サンチェス (4/5) 8', 15', 30', 63' ボシュ (1/2) 43' | レポート | トライ: サヴェア 22' m ケイン 51' m Bスミス (2) 55' c, 79' c コンバート: クルーデン (1/3) 55' バレット (1/1) 80' PK: クルーデン (3/3) 12', 27', 45' | エスタディオ・シウダ・デ・ラ・プラタ, ラプラタ 観客数: 40,207人 レフリー: ヤコ・ペイパー (南アフリカ共和国) |

### Round 6
| 2013年10月5日 17:00 SAST (UTC+02) | (1 BP) 南アフリカ共和国                                                                                                   | 27–38    | ニュージーランド (1 BP) | エリス・パーク・スタジアム, ヨハネスブルグ 観客数: 60,634人 レフリー: ナイジェル・オーウェンズ (ウェールズ) |
| 2013年10月5日 17:00 SAST (UTC+02) | トライ: ハバナ (2) 17' c, 19' m ルルー 46' c デヴィリアス 57' m コンバート: ステイン (2/4) 18', 47' PK: ステイン (1/1) 9' | レポート | トライ: Bスミス 11' c メッサム (2) 25' c, 40' c バレット 60' c リード 64' c コンバート: クルーデン (3/3) 12', 25', 40' バレット (2/2) 61', 65' PK: バレット (1/1) 54' | エリス・パーク・スタジアム, ヨハネスブルグ 観客数: 60,634人 レフリー: ナイジェル・オーウェンズ (ウェールズ) |

特記事項:
- ニュージーランドのベン・スミスは、今大会8回目のトライを決め、ザ・ラグビーチャンピオンシップおよびトライネーションズの新記録となった。

| 2013年10月5日 19:40 AST (UTC-3) | アルゼンチン                                                                                       | 17–54    | オーストラリア (1 BP) | Estadio Gigante de Arroyito, ロサリオ 観客数: 28,570人 レフリー: ウェイン・バーンズ (イングランド) |
| 2013年10月5日 19:40 AST (UTC-3) | トライ: ボシュ 36' c ランダホ 48' c コンバート: サンチェス (2/2) 37', 48' PK: サンチェス (1/1) 28' | レポート | トライ: フォラウ (3) 2' c, 34' c, 41' c アシュリー クーパー 32' m トマネ 63' m Robinson 73' c フォーリー 78' c コンバート: リアリーファノ (2/3) 3', 35' クーパー (1/2) 42' フォーリー (2/2) 74', 79' PK: リアリーファノ (2/2) 24', 30' クーパー (1/1) 55' | Estadio Gigante de Arroyito, ロサリオ 観客数: 28,570人 レフリー: ウェイン・バーンズ (イングランド) |

特記事項:
- オーストラリアは、ザ・ラグビーチャンピオンシップで初のボーナスポイント獲得。ザ・ラグビーチャンピオンシップおよび前身のトライネーションズで、オーストラリアとして最高得点を獲得した。

## 放送
- J SPORTS - 「ザ・ラグビーチャンピオンシップ2013 〜南半球4カ国対抗戦〜」[1]